# Hélène Arié
Pour les articles homonymes, voir Arié.
Hélène Arié est une comédienne française.

## Biographie
Hélène Arié a suivi une formation au Cours d'Art Dramatique Yves Furet, où elle obtient le premier prix des Conservatoires d'arrondissements. En 1967, elle entre au Conservatoire national supérieur d'art dramatique à Paris. Un an plus tard, elle obtient le premier prix de Tragédie et le deuxième prix de Comédie moderne aux Concours de sortie du Conservatoire.
En 1985, elle fait un stage auprès de John Strasberg avant d'intégrer l'école de Cirque Annie Fratellini.

## Filmographie
- 1970 : L'Ours et la Poupée
- 1971 : Raphaël ou le Débauché : Francesca
- 1971 : La Belle Aventure : Hélène de Trevillac
- 1975 : Le Passe-montagne (série télévisée) : Agnès
- 1976 : Les Mystères de New York (série télévisée) : Effie
- 1976 : L'Homme de sable : Elizabeth
- 1978 : Le Dossier 51 : Minerve 3
- 1978 : Stephen
- 1980 : L'œil du maître
- 1982 : Le Pain dur : Lumir
- 1983 : Quelques hommes de bonne volonté (série télévisée) : Germaine Bader
- 1983 : Signes extérieurs de richesse : Florence
- 1984 : Goldene Zeiten - Bittere Zeiten  : Marie-Claire
- 1986 : La méthode rose : Carla
- 1986 : L'ami Maupassant (série télévisée) : Charlotte
- 1988 : Les Années sandwiches : la mère de Félix
- 1993 : Le Bourgeois Gentilhomme : Dorimène
- 1997 : La rumeur : Martine
- 1998 : La fille d'un soldat ne pleure jamais
- 2005 : Faites comme chez vous ! (série télévisée) : Liliane
- 2005 : Avocats et Associés (série télévisée) : Madame Farge
- 2008 : Sagan : Madame Quoirez
- 2009 : Les amis qui t'aiment : Marie-Paule
- 2010 : Le dernier week-end
- 2012 : Clash (série télévisée) : Charlotte
- 2012 : Lignes de vie (série télévisée) : Sybille
- 2014 : Plus belle la vie (série télévisée) : Cathy Dupont d'Angeac[2]
- 2025 : Le Nounou, épisode Le Mariage : Mamie

## Théâtre
- 1970 : Andromaque de Jean Racine
- 1971 : Horace de Pierre Corneille
- 1971 : La Reine morte de Montherlant
- 1971 : Le Testament du chien de Ariano Suassuna
- 1972 : Esther de Jean Racine
- 1972 : Le Cid de Corneille
- 1972 : Les Romantiques de Verlaine, Musset, Pierre Fresnay, Julien Bertheau
- 1972 : Brutus de Corneille
- 1972 : Antigone de Jean Anouilh
- 1973 : La Mégère apprivoisée de Shakespeare
- 1973 : Tartuffe de Molière
- 1973 : Le Cantique des Cantiques de Jean Giraudoux
- 1973 : Les Gracques de Jean Giraudoux
- 1973 : Ariane de Corneille
- 1974 : Coriolan de Shakespeare
- 1974 : Pol de Alain Didier Weil
- 1974 : Othon de Corneille
- 1975 : Faust de Goethe
- 1975 : Les 1000 et une nuits de Cyrano de Bergerac de Denis Llorca (d'après Edmond Rostand)
- 1975 : Ruy Blas de Victor Hugo
- 1976 : Roméo et Juliette de Shakespeare
- 1977 : Hedda Gabler de Ibsen
- 1977 : Attila de Corneille
- 1977 : Les Femmes savantes de Molière
- 1977 : Le Boa sous la cloche de Bernard Mazéas
- 1977 : Zelda de Denis Llorca (d'après Fitzgerald)
- 1978 : Ruy Blas de Victor Hugo
- 1979 - 1980 : Le Soulier de Satin
- 1981 : Le Soulier de satin de Paul Claudel
- 1981 : Bonjour Monsieur Hugo d'après Victor Hugo
- 1981 : Barbe bleue de Bella Bartok
- 1981 : La Nuit des Rois de Shakespeare
- 1982 : Virginia de Edna O'Brien
- 1982 : Le pain dur de Paul Claudel
- 1983 : Cyrano de Bergerac de Edmond Rostand
- 1983 : Dylan de Sidney Michaels
- 1983 : Abélard et Eloïse des lettres d'A et H.
- 1984 : Le malade imaginaire de Molière
- 1984 : Sodome et Gomorrhe de Jean Giraudoux
- 1984 : Lettres de 2 jeunes provinciales d'après Musset
- 1985 : Turlututu de Marcel Achard
- 1985 : Le Testament du jour de Luce Marie Sagnières
- 1986 : La Condition Humaine de André Malraux
- 1986 : Écoute, petit homme de Wilheim Reich
- 1986 : Good de Cecile P. Taylor
- 1986 : Le Misanthrope de Molière
- 1986 : Horace de Corneille
- 1987 : Polyeucte de Corneille
- 1987 : Bérénice de Jean Racine
- 1988 : Good de Cécil P. Taylor
- 1990 : Le Bourgeois gentilhomme de Molière
- 1991 : Le Crayon de Gilles Costaz
- 1992 : La dernière nuit de Marie Stuart de Didier Decoin
- 1992 : Le Petit Prince cannibale de Françoise Lefèvre